# Kasyno Sinaia
Kasyno Sinaia (rum: Cazinoul Sinaia) – zabytkowy budynek kasyna, położonego w górskim kurorcie Sinaia, w okręgu Prahova, w Rumunii. Znajduje się na terenie parku Dimitrie Ghica i został wybudowany z inicjatywy króla Karola I.
Budowa rozpoczęła się w 1912 roku i zakończyła rok później. Prace nadzorował architekt Petre Antonescu (1873-1965), który był także autorem planów. Głównym udziałowcem kasyna był Baron Marçay, udziałowiec w kasynie Monte Carlo. Uroczystościom otwarcia towarzyszył pokaz fajerwerków i recital fortepianowy George Enescu.
Po przejęciu w latach 40. XX w przez władze komunistyczne, kasyno przestało pełnić swoją pierwotną funkcję, a obecnie jest międzynarodowym centrum konferencyjnym. Budynek jest obiektem zabytkowym.

## Galeria

Kasyno Sinaia
2007
2013
2015
2013
2015